# عادل کلاه‌کج

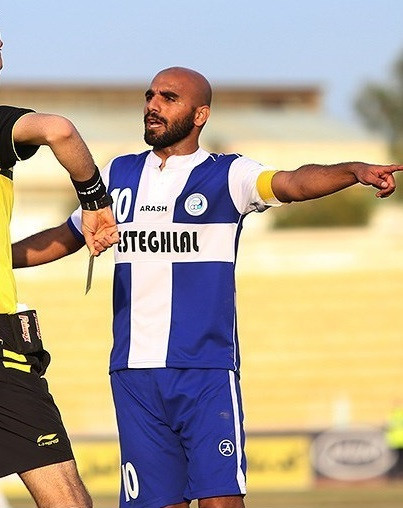
عادل کلاه کج در زمین فوتبال

عادل کلاه‌کج (متولد ۲ اسفند ۱۳۶۳) بازیکن فوتبال اهل ایران است. وی سابقه بازی در تیم‌های فولاد خوزستان، صبا باتری، پرسپولیس تهران، مس کرمان، سپاهان اصفهان، استقلال خوزستان، راه‌آهن و استقلال اهواز را دارد.

## حواشی
در تاریخ ۱۵ فروردین ۱۴۰۱ شعبه دوم بازپرسی شهرستان رامهرمز تصویر عادل کلاه‌کج و پنج فرد دیگر را منتشر و اعلام کرد که «در یک پرونده متهم به تشکیل شبکه چند نفری کلاهبرداری با ۱۲۵۴ شاکی و اخلال در نظام اقتصادی کشور هستند.»
کلاه‌کج در یک استوری اینستاگرامی با رد این اتهامات، اعلام کرد که این پرونده ربطی به او نداشته و ندارد و «به قیمت جانش نیز زیر بار زور نخواهد رفت».